# 高弁
高弁，字公仪，北宋濮州雷泽（今山东省鄄城县）人。
高弁年轻时跟随种放在终南山学文，又跟随柳开学古文，与张景齐名。中进士第，官至侍御史。谏修玉清昭应宫，被降知广济军。以户部判官试开封府进士，因为私发糊名，夺二官。历知单州、邢州、盐铁判官，黄河在澶州决口，他请废弛堤防，放纵河水所至，可省民力，以抵御契丹。改知陕州，不久去世。他与李迪、伊淳等人友善，石延年等人都是他的门人。所为文章多本六经及《孟子》，喜欢大谈仁义，著有《帝则》三篇。